# ヒット'70
『ヒット'70』（ヒットななじゅう）は、1970年1月18日から同年6月28日まで日本テレビ系列局で放送されていた、日本テレビ製作のトーク番組を兼ねた歌謡番組である。

## 概要
はしだのりひこと松岡きっこが司会を務めていた番組で、毎回ゲストとのトークと歌を中心に進行。初回では弘田三枝子、浅丘ルリ子、ジャッキー吉川とブルーコメッツ、キューティ・Q、そして1969年にプロ野球を引退した金田正一がゲスト出演した。
その後も日本テレビでは同じようなタイトルの歌謡番組『ヒット'75』と『ヒット'76〜'79』が放送されていたが、本番組との関連性は特に無い。